# Grapsoidea

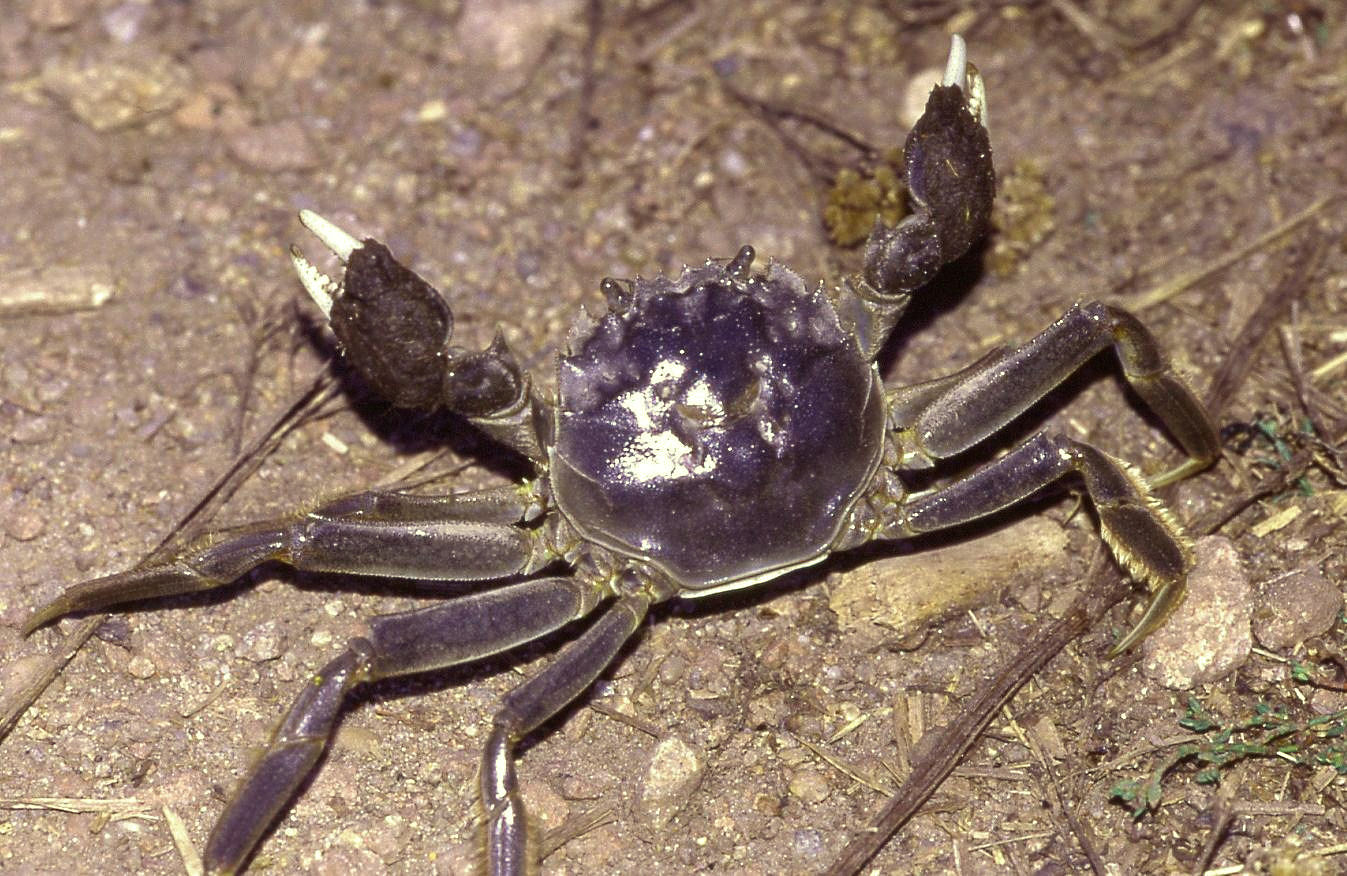
Eriocheir sinensis, Elbe, Deutschland

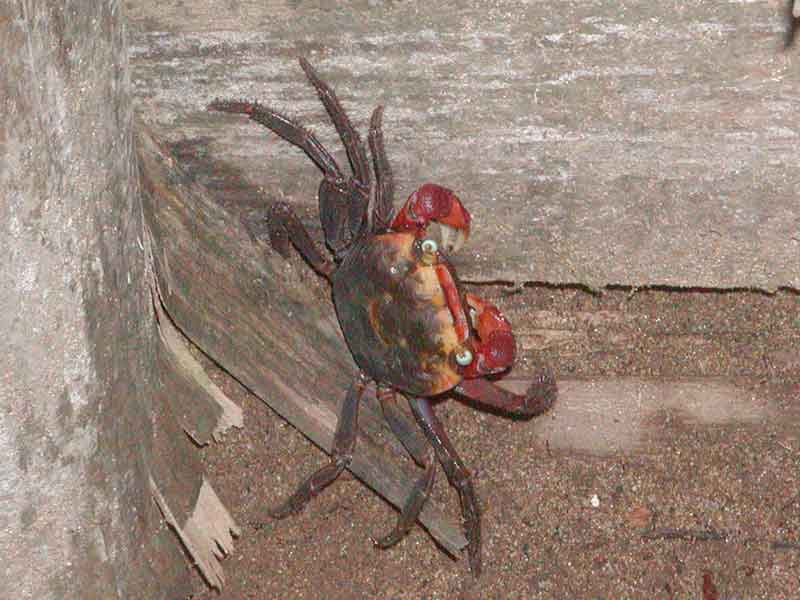
Chiromantes haematocheir

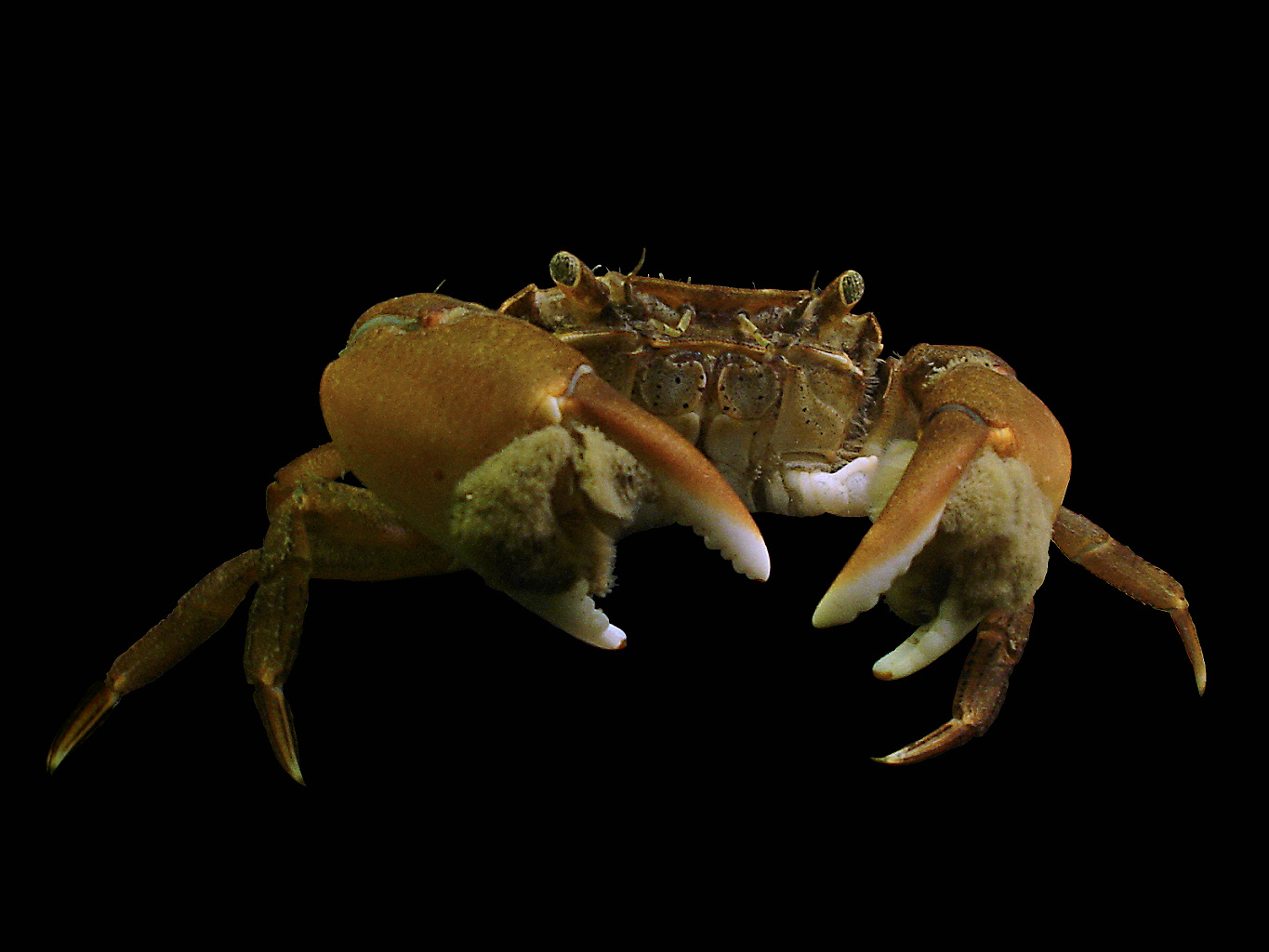
Hemigrapsus tokanoi, Niederlande

Die Grapsoidea sind eine Überfamilie von Krebstieren aus der Teilordnung der Krabben (Brachyura) in der Ordnung der Zehnfußkrebse (Decapoda).

## Vorkommen
Die Gattungen und Arten der Grapsoidea leben semiaquatisch (halb an Land, halb im Wasser), sowohl an Süßgewässern, als auch am Meer. Sie kommen hauptsächlich in den Tropen vor, nur wenige Arten leben auch in gemäßigten Breiten.

## Systematik
William Sharp MacLeay listet im Jahr 1838 fünf Familien unter dem Oberbegriff Grapsina or Square Crabs (deutsch Quadratkrabben) auf:
- Gecarcinidae
- Gonoplacidae
- Grapsidae
- Ocypodidae
- Telphusidae

Die von MacLeay als „normal groups“ bezeichneten Gecarcinidae und Grapsidae befinden sich heute noch in der Überfamilie Grapsoidea, die als „aberrant groups“ bezeichneten weiteren drei Familien wurden inzwischen in andere Überfamilien gestellt.
Gemäß dem World Register of Marine Species (WoRMS) besteht die Überfamilie der Grapsoidea 2025 aus neun Familien:
- Gecarcinidae MacLeay, 1838 – Landkrabben
  - Cardisoma Latreille in Latreille, Le Peletier, Serville & Guérin, 1828
    - Cardisoma armatum Herklots, 1851 – Harlekinkrabbe

  - Discoplax A. Milne-Edwards, 1867
  - Epigrapsus Heller, 1862
  - Gecarcinus Leach, 1814
  - Gecarcoidea H. Milne Edwards, 1837
    - Gecarcoidea natalis (Pocock, 1889) – Weihnachtsinsel-Krabbe

  - Johngarthia Türkay, 1970
  - Tuerkayana Guinot, Ng & Rodriguez Moreno, 2018
- Glyptograpsidae Schubart, Cuesta & Felder, 2002
  - Glyptograpsus Smith, 1870
  - Platychirograpsus De Man, 1896
- Grapsidae MacLeay, 1838 – Quadratkrabben
  - Geograpsus Stimpson, 1858
  - Goniopsis De Haan, 1833
  - Grapsus Lamarck, 1801
    - Grapsus grapsus (Linnaeus, 1758) – Rote Klippenkrabbe
    - Grapsus adscensionis (Osbeck, 1765) – Rote Felsenkrabbe

  - Leptograpsus H. Milne Edwards, 1853
  - Litograpsus Schweitzer & Karasawa, 2004 †
  - Metopograpsus H. Milne Edwards, 1853
  - Miograpsus Fleming, 1981 †
  - Pachygrapsus Randall, 1840
  - Planes Bowdich, 1825
- Leptograpsodidae Guinot, Ng & Rodriguez Moreno, 2018
  - Leptograpsodes Montgomery, 1931
- Percnidae Števčić, 2005
  - Percnon Gistel, 1848
- Plagusiidae Dana, 1851
  - Caligoplagusia Fujita & Narusa, 2014
  - Davusia  Guinot, 2007
  - Euchirograpsus H. Milne Edwards, 1853
  - Guinusia Schubart & Cuesta, 2010
  - Miersiograpsus Türkay, 1978
  - Petrusia Beschin, Busulini, Tessier & Zorzin, 2016 †
  - Plagusia Latreille, 1804
- Sesarmidae Dana, 1851
  - Andamanium Naruse & Ng, 2020
  - Aratus H. Milne Edwards, 1853
    - Aratus pisonii – Mangroven-Baumkrabbe

  - Armases Abele, 1992
  - Bresedium Serène & Soh, 1970
  - Chiromantes Gistel, 1848
  - Chriselatium Ng & Wowor, 2024
  - Circulium Naruse & Ng, 2020
  - Clistocoeloma A. Milne-Edwards, 1873
  - Contusarma Schubart & Ng, 2020
  - Cristarm Naruse & Ng, 2012
  - Danarma  Schubart & Ng, 2020
  - Eneosesarma Brösing, Spiridonov, Al-Aidaroos & Türkay, 2014
  - Episesarma De Man, 1895
  - Fasciarma Shahdadi & Schubart, 2017
  - Geosesarma De Man, 1892 – Vampirkrabben
  - Guinearma Shahdadi & Schubart, 2017
  - Haberma Ng & Schubart, 2002
  - Karstarma Davie & Ng, 2007
  - Labuanium Serène & Soh, 1970
  - Leptarma Shahdadi, Fratini & Schubart, 2020
  - Lithoselatium Schubart, Liu & Ng, 2009
  - Manarma Schubart & Ng, 2020
  - Metagrapsus H. Milne Edwards, 1853
  - Metasesarma H. Milne Edwards, 1853
  - Metopaulias Rathbun, 1896
  - Miersarma Schubart & Ng, 2020
  - Migmarma Schubart & Ng, 2020
  - Mindanium Naruse & Ng, 2020
  - Muradium Serène & Soh, 1970
  - Namlacium Serène & Soh, 1970
  - Nanosesarma Tweedie, 1951
  - Neosarmatium Serène & Soh, 1970
  - Neosesarma Serène & Soh, 1970
  - Orisarma Schubart & Ng, 2020
  - Parasesarma De Man, 1895
  - Perisesarma De Man, 1895
  - Platychirarma Schubart & Ng, 2020
  - Pseudosesarma Serène & Soh, 1970 -Mangrovenkrabben
  - Sarmatium Dana, 1851
  - Scandarma Schubart, Liu & Cuesta, 2003
  - Selatium Serène & Soh, 1970
  - Sesarma Say, 1817
  - Sesarmoides Serène & Soh, 1970
  - Sesarmops Serène & Soh, 1970
  - Shinobium Naruse & Ng, 2020
  - Sinosesarma Ng, Shih & Cannicci, 2019
  - Stelgistra Ng & Liu, 1999
  - Tiomanium Serène & Soh, 1970
  - Trapezarma Schubart & Ng, 2020
- Varunidae H. Milne Edwards, 1853
  - Unterfamilie Asthenognathinae Stimpson, 1858
    - Asthenognathus Stimpson, 1858
    - Globihexapus Schweitzer & Feldmann, 2001 †

  - Unterfamilie Cyclograpsinae H. Milne Edwards, 1853
    - Austrohelice Sakai, Türkay & Yang, 2006
    - Chasmagnathus De Haan, 1833
    - Cyclograpsus H. Milne Edwards, 1837
    - Helicana Sakai & Yatsuzuka, 1980
    - Helice De Haan, 1833
    - Helograpsus Campbell & Griffin, 1966
    - Metaplax H. Milne Edwards, 1852
    - Miosesarma Karasawa, 1989 †
    - Neohelice Sakai, Türkay & Yang, 2006
    - Paragrapsus H. Milne Edwards, 1853
    - Parahelice Sakai, Türkay & Yang, 2006
    - Pseudohelice Sakai, Türkay & Yang, 2006

  - Unterfamilie Gaeticinae Davie & Ng, 2007
    - Acmaeopleura Stimpson, 1858
    - Brankocleistostoma Števčić, 2011
    - Gaetice Gistel, 1848
    - Gopkittisak Naruse & Clark, 2009
    - Paranotonyx Nobili, 1906
    - Proexotelson Naruse, 2015
    - Pseudopinnixa Ortmann, 1894
    - Sestrostoma Davie & Ng, 2007

  - Unterfamilie Pinnotherelinae Alcock, 1900
    - Pinnotherelia H. Milne Edwards & Lucas, 1843

  - Unterfamilie Thalassograpsinae Davie & Ng, 2007
    - Thalassograpsus Tweedie, 1950

  - Unterfamilie Varuninae H. Milne Edwards, 1853
    - Brachynotus De Haan, 1833
    - Chhapgarus Ng, Trivedi & Bhat, 2022
    - Cyrtograpsus Dana, 1851
    - Eoacmaeopleura De Angeli & Bellin, 2022 †
    - Eriocheir De Haan, 1835
      - Eriocheir sinensis H. Milne Edwards, 1853 – Chinesische Wollhandkrabbe

    - Grapsodius Holmes, 1900
    - Hemigrapsus Dana, 1851
    - Neoeriocheir Sakai, 1983
    - Noarograpsus Ng, Manuel & Ng, 2006
    - Orcovita Ng & Tomascik, 1994
    - Otognathon Ng & Števčić, 1993
    - Parapyxidognathus Ward, 1941
    - Parvonotus Davie & Ng, 2024
    - Platyeriocheir Ng, Guo & Ng, 1999
    - Pseudogaetice Davie & Ng, 2007
    - Pseudograpsus H. Milne Edwards, 1837
    - Ptychognathus Stimpson, 1858
    - Pyxidognathus A. Milne-Edwards, 1879
    - Sakakurapus Karasawa, 2018 †
    - Scutumara Ng & Nakasone, 1993
    - Tetragrapsus Rathbun, 1918
    - Utica White, 1847
    - Varuna H. Milne Edwards in Bory de Saint Vincent, 1830

  - Keiner Unterfamilie der Varunidae zugeordnet sind die Gattungen:
    - Hemiplax Heller, 1865
    - Tritodynamia Ortmann, 1894
- Xenograpsidae Ng, Davie, Schubart & Ng, 2007
  - Xenograpsus Takeda & Kurata, 1977